# Ralph Intranuovo
Raffaele „Ralph“ Intranuovo (* 11. Dezember 1973 in Toronto, Ontario) ist ein ehemaliger italo-kanadischer Eishockeyspieler, der im Verlauf seiner aktiven Karriere unter anderem für die Edmonton Oilers und Toronto Maple Leafs in der National Hockey League gespielt hat.

## Karriere
Der Italo-Kanadier Intranuovo bestritt 1990 die ersten Profispiele für die Sault Ste. Marie Greyhounds in der Ontario Hockey League. Ab 1993 spielte er in der American Hockey League, aber auch 19 Spiele für die Edmonton Oilers in der National Hockey League. Diese hatten ihn beim NHL Entry Draft 1992 an Position 96 in der vierten Runde ausgewählt. In der Saison 1996/97 wurde er zu den Toronto Maple Leafs abgegeben, bei denen er drei Spiele in der besten Liga der Welt bestritt. Zwei Jahre stand er danach in der International Hockey League auf dem Eis, bevor ihn die Adler Mannheim in die Deutsche Eishockey Liga holten. Nach einem Jahr bei den Adlern wechselte er für zwei Jahre zu den Moskitos Essen. In der Saison 2002/03 wurde er mit dem EHC Black Wings Linz österreichischer Meister.
Schlecht lief dagegen die Saison 2003/04 beim selben Club, als er lange verletzt war. Daraufhin verließ er die Alpen in Richtung Sauerland. Bei den Iserlohn Roosters drehte er erst in der zweiten Saisonhälfte mit neun Toren auf. Der Vertrag wurde verlängert und in der nächsten Saison 2005/06 war er der erfolgreichste Torschütze der Roosters. Zur Spielzeit 2006/07 wechselte Intranuovo zum österreichischen Rekordmeister EC KAC zurück in die Alpenrepublik, wo er 24 Spiele bestritt. Im Februar 2007 verpflichteten ihn die Kölner Haie bis zum Saisonende. Die Saison 2007/08 verbrachte er bei HDD Olimpija Ljubljana in der Österreichischen Eishockey-Liga, bei denen er auch im nächsten Jahr blieb. 2009 unterschrieb er einen Vertrag beim italienischen Erstligisten Asiago Hockey. Im Sommer 2011 wechselte er in die zweite italienische Liga, wo der Italo-Kanadier beim EV Bozen 84 unterschrieb. Noch im Verlauf der Saison 2011/12 kehrte er in die Serie A1 zu Asiago Hockey zurück. Für die Saison 2012/13 wurde Intranuovo vom HC Valpellice verpflichtet.

## Erfolge und Auszeichnungen
| - 1993 Stafford Smythe Memorial Trophy - 1993 Memorial-Cup-Gewinn mit den Sault Ste. Marie Greyhounds - 1995 Teilnahme am AHL All-Star Classic - 1995 AHL All-Star Classic MVP - 1995 AHL Second All-Star Team - 1996 Teilnahme am AHL All-Star Classic | - 1997 Teilnahme am AHL All-Star Classic - 1997 AHL Second All-Star Team - 2003 Österreichischer Meister mit dem EHC Linz - 2010 Italienischer Meister mit AS Asiago Hockey - 2011 Italienischer Meister mit AS Asiago Hockey |

## Karrierestatistik
(Legende zur Spielerstatistik: Sp oder GP = absolvierte Spiele; T oder G = erzielte Tore; V oder A = erzielte Assists; Pkt oder Pts = erzielte Scorerpunkte; SM oder PIM = erhaltene Strafminuten; +/− = Plus/Minus-Bilanz; PP = erzielte Überzahltore; SH = erzielte Unterzahltore; GW = erzielte Siegtore; 1 Play-downs/Relegation; Kursiv: Statistik nicht vollständig)